# Seydou Koné
Seydou Koné (Abidjan, 28 marzo 1983) è un ex calciatore ivoriano, di ruolo attaccante.

## Carriera
Dopo aver giocato in patria e in Burkina Faso, approda in Romania al Botoșani. Successivamente passa ai portoghesi dell'União Leiria e poi approda in Francia dove fa carriera nelle serie minori, in particolare tra Ligue 2 e Championnat National.

## Palmarès

### Club

#### Competizioni nazionali
- Championnat National: 1

Nîmes: 2011-2012

### Individuale
- Capocannoniere del Championnat de France amateur: 1

2010-2011
- Capocannoniere del Championnat National: 1

2011-2012 (17 reti)